# Hans Fallada
Hans Fallada (n. Rudolf Wilhelm Friedrich Ditzen, 21 iulie 1893 — d. 5 februarie 1947) a fost un scriitor german, exponent al realismului critic.
În romanele sale, de fină observație, evocă viața omului mărunt, strivit de atmosfera marelui oraș și de vicisitudinile sociale din anii nazismului.

## Viața
Fallada a fost fiul lui Wilhelm, un magistrat care visa să devină judecător de Curte Superioară și al lui Elisabeth, fiica unui preot de închisoare. Ambii erau interesați de muzică și într-un anumit grad și de literatură. Tatăl lui le citea copiilor, de exemplu, din Shakespeare sau Schiller.
În 1899, datorită transferului de serviciu al tatălui, familia s-a mutat la Berlin. La școală a început în 1901 și Fallada nu s-a adaptat ușor. Spre deosebire de alți copii, care preferau cărțile pentru copii, Fallada îi citea pe Flaubert, Dostoievski și Dickens. În 1909 familia s-a mutat din nou, de data asta la Leipzig, unde tatăl fusese numit la Curtea Superioară.
În 1909 Fallada a fost victima unui accident, când l-a lovit o trăsură cu cai și a fost lovit în cap de o copită. În 1910 s-a îmbolnăvit de febră tifoidă. Analgezicele pe care le lua pentru calmarea durerilor se pare că au fost una din cauzele viitoarei sale dependențe de morfină.
În 1911 s-a înțeles cu prietenul său Hanns Dietrich von Necker să simuleze un duel cu pistoale ca să poată muri amândoi. Dietrich nu l-a nimerit pe Fallada, dar Fallada l-a omorât pe Dietrich, după care s-a împușcat singur în piept, dar a supraviețuit. A fost acuzat de omor, dar găsindu-se că nu era în deplinătatea facultăților mintale, a fost internat într-o clinică de psihiatrie din Tannenfeld. Nu a terminat liceul.
După izbucnirea Primului Război Mondial a vrut să se înscrie ca voluntar, dar a fost refuzat ca inapt. Între 1917 și 1919 și-a petrecut timpul mai ales în clinici de dezintoxicare sau sanatorii de recuperare. Atunci a început să scrie și literatură, dar primele sale două romane, publicate la editura Rowohlt, nu s-au bucurat de succes comercial. Se întreținea cu munci ocazionale, mai ales în domeniul agriculturii. Ulterior a fost condamnat de două ori la pedepse cu închisoarea deoarece pentru a-și finanța dependența de droguri și alcool a comis înșelăciuni sau delapidare de fonduri de la locul de muncă.
După a doua eliberare din închisoare (în 1928), a întâlnit-o pe Anna Issel, viitoarea soție, cu care s-a căsătorit la data de 5 aprilie 1929 la Hamburg. Au avut patru copii, din care unul a murit imediat după naștere, iar altul a murit relativ tânăr.
După ce s-au căsătorit, cei doi soți au locuit temporar despărțiți: ea la mama ei la Hamburg, iar el la Neumünster. Acolo a lucrat la Asociația turistică și în paralel ca ziarist și prospector de anunțuri publicitare la un ziar local.
După ce primul său roman, Bauern, Bonzen und Bomben („Țărani, bonzi și bombe”), s-a bucurat de un oarecare succes, Fallada s-a mutat cu soția în apropierea Berlinului, la sugestia editorului Rowohlt, care l-a angajat cu jumătate de normă la editură. Iar prin succesul comercial al celui de-al doilea roman, Kleiner Mann – was nun? („Încotro, omule?”), care a devenit un bestseller în Germania, Fallada a devenit cunoscut și pe plan internațional. Pseudonimul „Hans Fallada” și l-a ales din poveștile fraților Grimm: de la protagonistul poveștii Hans im Glück („Hans-cel-de-fier”) și de la numele calului din povestea Die Gänsemagd („Păzitoarea de gâște”).

## Opera
- 1932: Kleiner Mann - was nun?' („Încotro, omule?”)
- 1931: Bauern, Bonzen und Bomben („Țărani, bonzi și bombe”)
- 1934: Wir hatten mal ein Kind („Am avut cândva un copil”)
- 1937: Wolf unter Wölfen („Lup printre lupi”)
- 1938: Der eiserne Gustav („Gustav cel de fier”)
- 1942: Damals bei uns daheim („Atunci la noi acasă”)
- 1947: Fiecare moare singur (Jeder stirbt für sich allein)

## Distincții
- Premiul Hans Fallada: oferit de orașul Neumünster începând cu 1981.
- Arhiva Hans Fallada: La Carwitz, de la de „Casa memorială Hans Fallada”,  administrată de către Literaturzentrum Neubrandenburg e. V.[6] Are cca 12.000 de vizitatori anual.[7]
- La Feldberg, Neuenhagen bei Berlin, Berlin-Neukölln și Weißwasser există școli care au fost denumite în cinstea lui Hans Fallada.

## Biografie
- Williams, Jenny. More Lives than One: A Biography of Hans Fallada, 1998. ISBN 978-1-870352-38-3